# Ши Сяотянь
Ши Сяотянь (кит. упр. 石笑天, пиньинь Shí Xiàotiān; род. 6 марта 1990, Шэньян) — китайский футболист, вратарь.

## Карьера
Ши начал выступать за молодёжную команду «Чанша Цзиньдэ», а в 2007 году был переведён в основу. В клубе стал запасным вратарём и наигрывался на замену голкиперу национальной сборной Китая Сун Чжэнъюю в 2008. 3 мая 2008 года дебютировал после того, как Сун получил травму на тренировке, а команда сыграла вничью 1-1 с «Циндао Чжуннэн». Ши получил возможность выступать в сезоне 2008 года за «Чанша», сыграл в шести матчах. После того, как в 2010 году Сун перешёл в «Чэнду Блэйдс», Ши стал сменщиком Чжан Лэя, который был приглашен в команду незадолго до начала сезона. «Чанша Цзиндэ» провёл сезон неудачно и был отправлен в первую лигу. В феврале 2011 года клуб переехал в Шэньчжэнь и сменил название на «Шэньчжэнь Феникс». Ши пытался перейти в клуб из родного города «Шэньян Дунцзинь», но в итоге остался в команде. В начале регулярного чемпионата Ши стал номером 1, однако в июне уступил место в воротах Ван Люэ. В середине сезона команду купил известный в Китае торговец недвижимостью компания «Guangzhou R&F», а сама она переехала в Гуанчжоу, где смогла выйти в Суперлигу с первой попытки. Ши сыграл в 16 матчах сезона 2011 года. По итогам сезона стал сменщиком Чэн Юэлэя.
7 февраля 2014 года Ши перешёл в другой клуб Суперлиги «Ляонин Хувин».

## Статистика выступлений
| Клуб    | Клуб          | Клуб        | Лига  | Лига | Кубок     | Кубок     | Кубок Лиги | Кубок Лиги | Первенство Азии | Первенство Азии | Всего | Всего |
| Сезон   | Клуб          | Лига        | Матчи | Голы | Матчи     | Голы      | Матчи      | Голы       | Матчи           | Голы            | Матчи | Голы  |
| Сборная | Сборная       | Сборная     | Лига  | Лига | Кубок КФА | Кубок КФА | Суперкубок | Суперкубок | АФК             | АФК             | Всего | Всего |
| ------- | ------------- | ----------- | ----- | ---- | --------- | --------- | ---------- | ---------- | --------------- | --------------- | ----- | ----- |
| 2007    | Гуанчжоу Фули | Суперлига   | 0     | 0    | -         | -         | -          | -          | -               | -               | 0     | 0     |
| 2008    | Гуанчжоу Фули | Суперлига   | 6     | 0    | -         | -         | -          | -          | -               | -               | 6     | 0     |
| 2009    | Гуанчжоу Фули | Суперлига   | 1     | 0    | -         | -         | -          | -          | -               | -               | 1     | 0     |
| 2010    | Гуанчжоу Фули | Суперлига   | 4     | 0    | -         | -         | -          | -          | -               | -               | 4     | 0     |
| 2011    | Гуанчжоу Фули | Первая лига | 16    | 0    | 0         | 0         | -          | -          | -               | -               | 16    | 0     |
| 2012    | Гуанчжоу Фули | Суперлига   | 0     | 0    | 0         | 0         | -          | -          | -               | -               | 0     | 0     |
| 2013    | Гуанчжоу Фули | Суперлига   | 12    | 0    | 1         | 0         | -          | -          | -               | -               | 13    | 0     |
| Всего   | Сборная       | Сборная     | 39    | 0    | 1         | 0         | 0          | 0          | 0               | 0               | 40    | 0     |

Статистика на 4 ноября 2013

## Достижения
- Ляонин Хувин:

Первая лига Китая по футболу: чемпион, 2011